# Арнак ла Пост
Арнак ла Пост (на френски: Arnac-la-Poste) е община в департамент От Виен, регион Нова Аквитания, Франция. Има население от 983 души и обща площ от 57,83 km2. Намира се на 249 – 384 m надморска височина. Пощенският ѝ код е 87160.